# Guillermo Orozco Gómez
Guillermo Orozco Gómez (Guadalajara, Jalisco, México, 1954) es un académico mexicano enfocado en los estudios sobre recepción de los medios y alfabetización audiovisual. Es licenciado en Ciencias de la Comunicación por la Universidad Jesuita de Guadalajara (ITESO); y Doctor en Educación por la Universidad de Harvard. Su investigación se ha centrado en el impacto de la televisión en la formación de audiencias en América Latina. Es miembro de la Academia Mexicana de Ciencias y del Sistema Nacional de Investigadores con la distinción de Emérito, la más alta que otorga dicha institución.
Orozco Gómez se ha desempeñado como coordinador del grupo de trabajo sobre estudios de la recepción de la Asociación Latinoamericana de Investigadores en Comunicación (ALAIC) y fue catedrático de la UNESCO en las ciudades de Bogotá y Barcelona. Actualmente es jefe del Departamento de Estudios de la Comunicación Social de la Universidad de Guadalajara y coordina la Cátedra de Alfabetización Mediática Informacional y Diálogo Intercultural del programa UNITWIN-Universidad de Guadalajara de la UNESCO-UNAOC.
Es autor de diversos libros sobre comunicación y medios en Latinoamérica, tales como Televisión y audiencias: un enfoque cualitativo (1996), La investigación de la comunicación dentro y fuera de América Latina: Tendencias, perspectivas y desafíos del estudio de los medios (1997) o Televisión, audiencias y educación (2001).

## Principales aportaciones
Guillermo Orozco ha desarrollado diferentes investigaciones en el campo de los estudios de recepción, la teoría de las mediaciones y el alfabetismo audiovisual, especialmente en América Latina.

### Estudios de recepción en América Latina
Para Orozco, los estudios de recepción han tenido un camino duro en América Latina. Desde su postura, estudiar la recepción permite profundizar en la producción, apropiación, negociación y reproducción de significados. De acuerdo con Orozco, en América Latina este proceso tiene una carga política, pues sirve para comprender el proceso de re-construcción de significados hegemónicos para conocer con mayor profundidad y amplitud la generación de contrapesos al poder.
Así mismo, él defiende los estudios de recepción en América Latina desde una perspectiva educativa, pues permiten transformar las interacciones mediáticas en procesos de aprendizaje para educar a las audiencias.

### Definición de audiencias
Orozco introdujo la idea de audiencias segmentadas en lugar de un televidente imaginario único. Para las empresas de medios, la audiencia se define como un conjunto de cifras que representan a la sociedad de acuerdo con su exposición y sus preferencias. Para los anunciantes, son los consumidores potenciales de los productos a quienes se debe persuadir para la compra. Orozco apunta que, desde una perspectiva de la comunicación, la audiencia son sujetos comunicantes capaces de escuchar, leer y ver de forma inteligente, crítica y productiva; aunque también son capaces de desconectarse del mundo.
Para él, la audiencia también es un grupo de sujetos culturales, capaces de dotar de significado su producción material y simbólica; aunque, nuevamente, también son capaces de reproducir las significaciones de los medios sin cuestionamiento alguno. De este modo, las audiencias puede ser capaces de construir a partir de su vinculación con los medios, pero también de dispersarse y concentrarse en lo banal. Para Orozco, las audiencias se crean; y la audiencia predominante -generada por los medios- suele ser acrítica y pasiva: un espectador en el sentido amplio.

### Mediaciones
Orozco fue uno de los pioneros en América Latina en relacionar el proceso de mediación con el aprendizaje informal a través de la exposición a la televisión. Junto con Jesús Martín-Barbero, Orozco ha sido uno de los académicos que ha estudiado el fenómeno de las mediaciones en la audiencia latinoamericana. La mediación es entendida por ambos autores como "el lugar desde donde se otorga la comunicación".
Las mediaciones provienen de diferentes fuentes: algunas provienen del mismo sujeto, otras del discurso televisivo, otras del contexto en el que se da el encuentro entre televisión y audiencias, y unas más de los factores del contexto y entorno en el que interactúan las diferentes audiencias. Como ejemplos, Orozco señala que el trabajo, la política, la etnia, el género, la identidad y las instituciones son fuentes de mediación; es decir, intervienen en el proceso de recepción y apropiación del significado de los medios. Para Orozco, los medios mismo establece una mediación de acuerdo con sus características políticas, económicas, sus lealtades y sus estilos.

### Futuro de la televisión
Orozco señala que la televisión tiene diferentes significados: puede ser un mero electrodoméstico, una institución pública o privada, una industria cultural, un dispositivo de generación y distribución de imágenes, información y publicidad; un conjunto de formatos, una fuente de historias, entre otros. En síntesis, que la televisión es una tecnología en constante cambio y un objeto privilegiado de entretenimiento.
Orozco sostiene que la televisión ha dejado de ser sólo un medio para constituirse en un fenómeno. Para él, la televisión está perdiendo su posición hegemónica como fuente de información y entretenimiento, y ahora debe competir con otras pantallas y dispositivos, lo que la ha llevado a explorar nuevas formas de capturar a la audiencia. Por esta razón, la televisión (en especial la de paga o señal restringida) ha buscado audiencias específicas a través de canales temáticos. Esta búsqueda ha llevado a la televisión a experimentar nuevas temáticas y narrativas, en especial en la ficción televisiva, la animación y el telefilme.

## Obras
- Al Rescate de Los Medios: Desafío Democrático para Los Comunicadores (1994)
- Televisión y audiencias: un enfoque cualitativo (1996)
- La Investigación de la comunicación dentro y fuera de América Latina: Tendencias, perspectivas y desafíos del estudio de los medios (1997)
- Televisión, audiencias y educación (2001)
- Televisiones en México: Un Recuento Histórico (2007, con Francisco Hernández Lomelí)
- Una coartada metodológica: abordajes cualitativos en la investigación en comunicación, medios y audiencias (2011, con Rodrigo González Reyes)

Asimismo, ha sido coordinador de los siguientes libros: 
- La televisión abierta hacia la sociedad de redes (2012)
- Convergencia y escenarios para una televisión interactiva (2013)
- Audiencias audiovisuales: consumidores en movimiento (2014)
- Televisión everywhere (2015)
- La creatividad en la era digital (2016)
- Gestión y consumo de contenidos digitales: nuevos modelos (2017)
- Innovación de informativos en el entorno digital (2018)